# Liste der Monuments historiques in Lezennes
Die Liste der Monuments historiques in Lezennes führt die Monuments historiques in der französischen Gemeinde Lezennes auf.

## Liste der Objekte
| Bezeichnung | Beschreibung                | Standort                     | Kennzeichnung | Schutzstatus | Datum | Bild |
| ----------- | --------------------------- | ---------------------------- | ------------- | ------------ | ----- | ---- |
| Taufbecken  | Marmor, 16./17. Jahrhundert | in der Kirche St-Éloi (Lage) | PM59008255    | Inscrit      | 1973  |      |